# 松平正愛
松平 正愛（まつだいら まさよし）は、江戸時代中期から後期の旗本（寄合）。正朝系大河内松平家5代。石高は3500石。

## 生涯
宝暦10年（1760年）8月12日に松平方政の長男として生まれる。明和5年（1768年）6月6日に祖父松平正方が死去し、9月6日に嫡孫承祖する（父は病により廃嫡となっていたため）。安永6年（1777年）12月21日、初めて将軍徳川家治に拝謁する。安永8年（1779年）5月18日から天明2年（1782年）5月17日まで小石川口門番を勤める。天明3年（1783年）1月11日に使番となり、12月18日に布衣の着用を許される。天明5年（1785年）8月23日、火事場見廻を兼ねる。天明6年（1786年）5月4日、小普請組支配となる。天明8年（1788年）8月16日、将軍の意に沿わないことがあったとして罷免される。寛政2年（1790年）3月4日に死去。享年31（公的には33）。子が無かったため、同族の旗本・松平正明の次男正卜が末期養子となり相続した。